# Dziadkowice (gmina)
Dziadkowice – gmina wiejska w Polsce położona w województwie podlaskim, w powiecie siemiatyckim. W latach 1975–1998 gmina administracyjnie należała do województwa białostockiego.
Siedziba gminy to Dziadkowice.
Według danych z 30 czerwca 2004 gminę zamieszkiwało 3095 osób.

## Struktura powierzchni
Według danych z roku 2002 gmina Dziadkowice ma obszar 115,71 km², w tym:
- użytki rolne: 61%
- użytki leśne: 33%

Gmina stanowi 7,93% powierzchni powiatu.

## Demografia

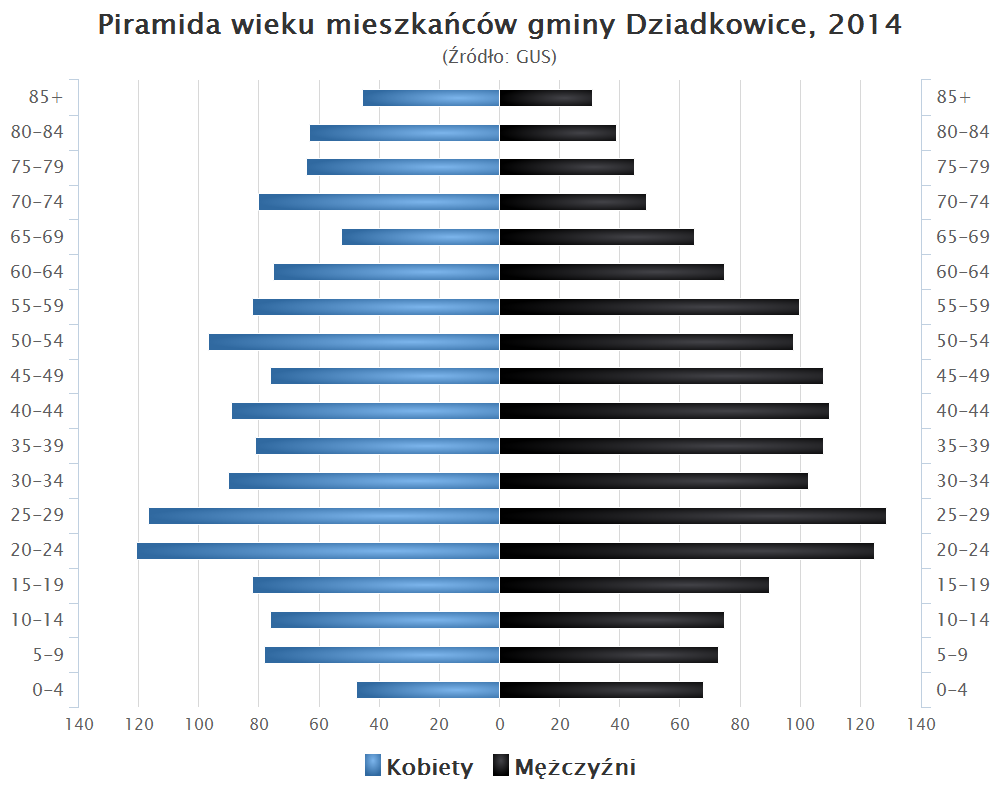
Piramida wieku mieszkańców gminy Dziadkowice w 2014 roku

Dane z 30 czerwca 2004:
| Opis                              | Ogółem | Ogółem | Kobiety | Kobiety | Mężczyźni | Mężczyźni |
| --------------------------------- | ------ | ------ | ------- | ------- | --------- | --------- |
| jednostka                         | osób   | %      | osób    | %       | osób      | %         |
| populacja                         | 3095   | 100    | 1546    | 50      | 1549      | 50        |
| gęstość zaludnienia (mieszk./km²) | 26,7   | 26,7   | 13,4    | 13,4    | 13,4      | 13,4      |

## Sołectwa
Brzeziny, Dołubowo, Dziadkowice, Hornowo, Hornowszczyzna, Jasieniówka Mała, Jasieniówka Duża, Korzeniówka, Kąty, Lipiny, Malewice, Malinowo, Osmola, Smolugi, Smolugi-Kolonia, Wojeniec, Zaminowo, Zaporośl, Zaręby, Żuniewo, Żurobice.
Miejscowości bez statusu sołectwa: Chrościanka, Żurobice-Bagno.

## Sąsiednie gminy
Boćki, Brańsk, Grodzisk, Milejczyce, Siemiatycze